# Philadelpho Azevedo
Philadelpho Azevedo (Rio de Janeiro, 13 maart 1894 - Den Haag, 7 mei 1951) was een Braziliaans rechtsgeleerde en politicus. Hij was hoogleraar sinds 1917, in filosofie en burgerlijk recht, en burgemeester van Rio de Janeiro. Daarna werd hij rechter van het Hooggerechtshof van Brazilië en vervolgens van het Internationale Gerechtshof.

## Levensloop
Azevedo behaalde een bachelorgraad in wetenschappen en talen aan het Colégio Pedro II in Rio de Janeiro en studeerde verder in rechten aan de faculteit voor juridische en sociale wetenschappen van de Federale Universiteit van Rio de Janeiro. Hier behaalde hij in 1914 zijn doctoraat. Na een studieverblijf in Parijs werd hij in 1917 benoemd tot hoogleraar filosofie aan het Colégio Pedro II. In 1932 werd hij docent en in 1937 hoogleraar burgerlijk recht aan de faculteit voor rechten van de Federale Universiteit.
Hij vervulde verschillende juridische en politieke functies, waaronder als burgemeester van Rio, en werd in 1942 benoemd tot rechter van het Hooggerechtshof van Brazilië. Vervolgens trad hij in 1946 aan als rechter van het Internationale Gerechtshof in Den Haag, waar hij diende tot aan zijn dood in 1951. Hij werd opgevolgd door zijn landgenoot Levi Carneiro.

## Werken (selectie)
- 1930: Direito moral do escriptor, Rio de Janeiro
- 1948: Um triênio de judicatura, São Paulo

- International Standard Name Identifier: 0000 0004 3658 2161
- Nederlandse Thesaurus van Auteursnamen: 375312277
- Virtual International Authority File: 310526210
- WorldCat: E39PBJj8RTxpjhtTjCGywqq84q